# 东海农场
东海农场是位於中華人民共和國上海市浦東新區（前南匯區地域）的一個農場。1985年時总面积24.73平方公里。21世紀初時縮減至15.18平方公里。農場南起已被撤掉的南匯縣果园乡庙港，北至已被撤掉的川沙县施湾乡，东临东海，西至人民塘。东海农场南北长约34.2公里，东西宽为2公里。
1960年3月，东海农场成立，並且命名為上海市南汇县机耕农场，隸屬於南汇县。1963年12月划归上海市农垦局，並且改名为上海市东海农场。1967年初，改名为红卫农场，1968年恢复原名。1975年，北部被劃出成立上海市朝阳农场。1984年8月16日，上海市朝阳农场又被并回东海农场。